# Negotiorum gestio
Negotiorum gestio er et erstatningsretligt begreb, som betegner det at hjælpe med at redde en person gods fra undergang uden at ejeren har bedt om (eller kendt til), at ejendelen er i fare for at blive skadet. Dermed minder negotiorum gestio om nødret. Formålet med negotiorum gestio er at forhindre formuetab.
Negotiorum Gestio kan udgøre en objektiv ansvarsfrihedsgrund; negotiorum gestio er ikke lovfæstet.

## Etymologi
Negotiorum gestio er latin og betyder egentlig uanmodet forretningsførelse.

## Refererencer
1. ↑  negotiorum gestio på denstoredanske.dk
2. ↑  Negotiorum gestio - Forklaret på en simpel måde - Allemands Jura
3. ↑  side 81 i bogen Bo von Eyben & Helle Isager: Lærebog i erstatningsret. 9. udgave. 2019. Djøf Forlag.
4. ↑  "Arkiveret kopi". Arkiveret fra originalen 3. november 2022. Hentet 12. november 2022.
5. ↑  gestio negotiorum — Meyers Fremmedordbog

| Jura | Spire Denne juraartikel er en spire som bør udbygges. Du er velkommen til at hjælpe Wikipedia ved at udvide den. |